# Мице Попчев
Мице Попчев (Београд, 1950) је српски вајар.

## Биографија
Рођен је 1950. године у Београду. Дипломирао је вајарство на Факултету ликовних уметности Универзитета уметности у Београду, где је завршио и постдипломске студије. Самостално је излагао у Београду 1977. и учествовао је на бројним групним изложбама у земљи. Добитник је награде за скулптуру из Фонда „Сретен Стојановић” 1975. године. Аутор је саркофага „Кентаур” у Љубљани, скулптуре у Сиску и лежеће фигуре у Цазину.